# الزيات (قرية)
قرية الزيات هي إحدى القرى التابعة لمركز مرسى مطروح في محافظة مطروح في جمهورية مصر العربية. حسب إحصاءات سنة 2018، بلغ إجمالي السكان في الزيات 1,621 نسمة، منهم 821 رجل و 800 امرأة.